# Anna Pavlova (ginasta)
Anna Anatolyevna Pavlova, em russo: Анна Анатольевна Павлова, (Orekhovo-Zuyevo, 6 de setembro de 1987) é uma ginasta russa, titular desde 2004 da equipe sênior nacional.
É também conhecida pelas medalhas conquistadas e pela elegância de suas apresentações. Pavlova é uma ginasta constante durante os campeonatos, e assim como o alemão Fabian Hambüchen, está presente em todas as competições mundiais que ocorrem durante o ano, quando, em geral, os ginastas costumam descansar.

## Biografia
Anna Anatolyevna Pavlova é filha de Nataljia Pavlova e Anatoly Pavlov. Tem ainda um irmão, chamado Mikhail, dois anos mais jovem. Na escola, sua matéria favorita era a Matemática e seu passatempo desde criança é cozinhar. A ginasta, desde os cinco anos de idade, é treinada por sua mãe, Natalja, no clube MGFSO Dynamo, na capital russa. Além de sua mãe, Anna também tem como treinadora a coreógrafa Olgha Mikhajlovna Maksimova e o treinador de acrobacias Boris Ivanovitch Chuvalov.
Suas ginastas favoritas são as russas Svetlana Khorkina, Elena Zamolodchikova e Ekaterina Lobaznyuk.

## Carreira
Pavlova iniciou a carreira sob os cuidados da mãe, aos cinco anos, embora sempre tenha praticado a modalidade. Em 2000, ainda por completar treze anos, ingressou na elite junior do país. Aos dezesseis, em julho de 2003, tornou-se sênior. Hoje, Anna Pavlova é considerada uma das ginastas mais concentradas do circuito. Seu aparelho de melhor resultado é o salto sobre a mesa.

### RUS Júnior
Os anos de Anna como júnior foram os que lhe garantiram alguns de seus melhores resultados, o que transformaram a jovem ginasta em grande esperança russa, principalmente após a aposentadoria de Svetlana Khorkina.
A primeira vez que Anna apresentou-se em uma competição internacional foi no Campeonato Europeu Júnior de 2000. Mesmo sendo uma das mais jovens no campeonato, até então com doze anos, conquistou o quinto lugar no individual geral e uma medalha de ouro nas barras assimétricas. Apesar das barras serem seu aparelho de mais fraco desempenho, foi nele que Anna, nesta competição, superou a campeã mundial de 2006, Elizabeth Tweddle. Ainda no mesmo ano, Anna superou também a ginasta que viria a se tornar a campeã olímpica, Carly Patterson, no Top Gym International, ao conquistar a primeira colocação do concurso geral. O ano seguinte começou com um quarto lugar para Pavlova no concurso geral júnior da competição americana WOGA Classic. Em março, foi capa da revista International Gymnasts.[carece de fontes?] Em julho, de volta às competições, no European Youth Olympic Days, subiu ao pódio por três vezes: prata por equipes, sendo superada pela equipe da Romênia por 0,813 ponto; prata no individual geral, ao não ultrapassar a nota da ucraniana Alina Kozitch por 0,25 ponto; e ouro na trave. Em setembro, ainda em 2001, tiveram lugar os Jogos da Boa-Vontade – competição que reunia ginastas do mundo todo e não fazia distinção entre júnior e sênior. Nele, Anna ganhou a medalha de prata na trave. Já em novembro, Pavlova participou da competição Trophée Massilia na França. Neste campeonato a jovem conquistou uma prata por equipes e dois bronzes: O primeiro deles, no salto e o segundo, na trave. No mês seguinte, Pavlova participou ainda do Mikhail Voronin Cup, onde não obteve medalhas.
Em março de 2002, nas competições nacionais russas - que não distinguiam júnior de sênior - Anna conseguiu três ouros: equipes, individual geral e barras assimétricas. Em duas dessas disputas, a jovem ginasta superou a veterana Khorkina. Para completar sua participação nos nacionais, ela ainda obteve duas pratas: salto e trave. No mês seguinte, no Campeonato Europeu Júnior, ainda aos catorze anos, Pavlova ganhou três medalhas de ouro - equipes, individual geral e salto - e uma prata na trave. De volta à Rússia, em junho, Anna, ganhou o all around na Jogos Internacional da Juventude. Em setembro, na Copa Russa, a ginasta conseguiu duas pratas - salto e barras assimétricas - e dois bronzes - individual geral e solo, onde, dessa vez, não conseguiu superar as mais experientes. Por fim, em novembro, na Trophée Massilia, Anna ganhou um ouro no salto e um bronze no individual geral.

### RUS Sênior
No começo de 2003 Anna ainda não poderia se considerar uma ginasta sênior, por conta da data de seu aniversário e as regras quanto a ser considerada com a idade apropriada ou não. Esta regra a deixou fora do Campeonato Europeu Sênior e naquele ano não houve o Campeonato Europeu Júnior. Apesar disso, o ano se iniciou de fato com os campeonatos nacionais russos, onde Anna levou dois ouros - trave e solo - e três pratas - individual geral, salto e barras assimétricas.
Em março, Pavlova participou de suas primeiras etapas da Copa do Mundo: Em Lyon, na França, Anna conseguiu dois ouros: salto e trave; Em Cottbus, na Alemanha, ela conquistou uma prata no salto – não superando a veterana e especialista no aparelho, Oksana Chusovitina - e dois ouros: novamente na trave e solo. Em junho, na Copa da Rússia, Anna mais uma vez competiu com Svetlana Khorkina: Nas barras assimétricas, ouro para Svetlana. No individual geral, ouro para Pavlova. Em outubro, Anna participou de outra etapa da Copa do Mundo em Glasgow, na Escócia. Foi uma competição de oscilações em seus resultados. Na final do salto Anna terminou em quarto lugar; já na de trave ela ganhou a medalha de ouro. No mês seguinte, em outra etapa da Copa do Mundo, realizada em Stuttgart, na Alemanha, Anna competiu apenas na trave e terminou na quarta colocação. A última competição do ano foi a Copa Voronin, onde Pavlova ganhou três ouros - all around, barras assimétricas e trave -, uma prata no salto e um bronze no solo.
2004, ano olímpico, Anna iniciou com os campeonatos nacionais russos, onde conseguiu dois ouros - concurso geral e trave de equilíbrio. Algumas semanas depois, na Grécia, no Torneio Internacional de Atenas, Anna ganhou um bronze na trave e um ouro por equipes. Em abril, Pavlova participou do seu primeiro Campeonato Europeu como sênior, estreando como favorita ao individual geral. No primeiro dia de competição, foi realizada a prova por equipes. O resultado estava fora do previsto. No primeiro aparelho, o salto, Anna obteve a nota 9,500 e a classificação para a final. Nas barras assimétricas e na trave, no entanto, ela caiu. E em sua última apresentação, no solo, o resultado final foi um 9,200, não suficiente para classificá-la para a final de solo e do all around. Ao fim das apresentações, a equipe russa terminou com a medalha de bronze. Na final do salto, Anna conseguiu a nota 9,381 e ficou com a prata, empatada com a compatriota Elena Zamolodtchikova e superada pela romena Monica Roşu. Alguns meses mais tarde, no Campeonato Nacional Russo, Anna conseguiu uma prata no salto e dois bronzes – concurso geral e trave. Ao final dessa competição o técnico russo, Leonid Arkayev anunciou a equipe para as Olimpíadas de Atenas. Ao fim de 2004, ainda houve mais etapas da Copa do Mundo. Em outubro, na etapa de Glasgow, Escócia, Anna conseguiu uma prata no salto. Em novembro, na etapa de Gante, na Bélgica, a ginasta ganhou um bronze no salto e uma prata na trave. No mesmo mês, na etapa de Stuttgart, na Alemanha, Anna conseguiu agora, o ouro no salto. Em dezembro, Pavlova ainda participou da Copa Chunichi e ganhou o ouro novamente no salto. Na Final da Copa do Mundo, que se realizou em dezembro em Birmingham, na Inglaterra, Anna conquistou o bronze em seu principal aparelho, sendo superada pela americana Alicia Sacramone (medalhista de ouro) e pela romena Mônica Rosu (medalhista de prata).
A primeira competição de 2005 para Anna foi a etapa da Copa do Mundo de Cottbus, na Alemanha. Nela, Anna conseguiu duas pratas – uma no salto e outra na trave. Em junho, a jovem era mais uma vez a favorita para o ouro no concurso geral do Campeonato Europeu. Contudo, Pavlova fora superada pela francesa Marine Debauve. Classificada para outras duas finais, Anna ficou com a prata no salto - não superando a estreante italiana Francesca Bennoli por 0,1 -, e com o bronze na trave – não conseguindo ultrapassar as notas de  Marine Debauve (prata)  e Catalina Ponor (ouro). Encerrando o ano, em outubro, Anna ganhou o  individual geral da Copa Russa
Em 2006 a FIG realizou mudanças no código: a nota dez fora extinta e o sistema separava execução de dificuldade. A média a ser atingida por uma ginasta agora girava em torno de 15,000 e 16,000. Apesar da necessidade de estrear suas rotinas sob o novo sistema, Anna precisou se recuperar da lesão que a tirou do Campeonato Europeu. Assim, sua primeira competição do ano foi a etapa da Copa do Mundo de Moscou, no fim de maio, onde conseguiu uma prata na trave. Em junho, já na etapa de Xangai, na China, Pavlova obteve o melhor resultado de sua carreira no salto, ainda insuficiente para superar a medalhista de ouro, a chinesa Fei Cheng. Para encerrar sua participação, Anna ainda ganhou o bronze na trave. Em outubro, na terceira etapa, a de Stuttgart, na Alemanha, Anna ganhou o ouro no salto, superando a campeã mundial Oksana Chusovitina e a campeã olímpica Elena Zamolodchikova. No último dia desse campeonato, Anna ainda conquistou uma medalha de bronze, no solo. Na competição seguinte, a etapa de Glasgow, na Escócia, Anna repetiu o resultado, foi ouro no salto e bronze no solo. Em dezembro, encerrando o ano, a ginasta participou da sua segunda final da Copa do Mundo em São Paulo, onde não saiu da quarta colocação, nem no solo, nem na trave.
2007 começou como os anteriores, com os campeonatos nacionais russos. Anna se classificou em sexto para o individual geral, mas não competiu na final, devido a uma pequena lesão, que a tirou não só do Campeonato Europeu, mas também do Campeonato Mundial de Stuttgart.[carece de fontes?]
Em 2008, sua primeira competição internacional foi o Campeonato Europeu, onde conquistou uma medalha de bronze por equipes. Depois, Anna ainda participou das Olimpíadas de Beijing. Encerrando o mês de novembro, Pavlova participou sa Copa do Mundo, de edição em Stuttgart. Nesta competição, saiu com uma medalha de bronze no salto e uma lesão no joelho, adquirida após uma saída mal executada na fical da trave. [carece de fontes?] Afastada das competições, Pavlova retornou aos treinamentos em agosto do ano posterior. Em setembro, disputou All Russia Dinamo, sendo ouro nas barras assimétricas e bronze na trave. Em 2010, disputou o Campeonato Nacional Russo. Nele, fora décima colocada no concurso geral, quinta no salto e medalhista de ouro na prova coletiva. Em dezembro, na disputa da Voronin Cup, foi campeã da prova de trave e terceira colocada no salto, além, já havia sido quinta colocada no concurso geral.

## Campeonatos Mundias de Ginástica Artística
Anna participou de 3 Mundiais: Anaheim, Melbourne e Aarhus. Entre as edições, oscilou seus resultados.

### Anaheim 2003
A maior competição de 2003 foi este Campeonato Mundial que aconteceu em agosto nos Estados Unidos - onde as ginastas de quinze anos puderam competir por se tratar de um ano pré-olímpico. A seleção da Rússia teve um desempenho abaixo do esperado e ficou na sexta colocação na prova por equipes.
Individualmente, Anna obteve as notas mais altas entre as russas e a terceira pontuação mais alta na soma de todos os aparelhos - 37.324 - entre todas as ginastas. Ainda que não tenha subido ao pódio, Pavlova participou das finais do concurso geral (décimo lugar - 36.736), do salto (quinto lugar - 9.356) e do solo (sétimo lugar - 9.237).

### Melbourne 2005
Em sua pior participação em Mundiais desde a extinção da União Soviética, a equipe russa não subiu ao pódio em nenhuma disputa feminina. Nesta edição não houve o evento de competição por equipes, destacando assim a participação de Zamolodchikova e Pavlova.
Elena Zamolodchikova obteve dois quarto lugares - no salto e no solo, ambas as provas, disputadas no mesmo dia. E Anna Pavlova conquistou o sétimo lugar no individual geral, a quinta colocação no salto e a sétima na trave.

### Aarhus 2006
Em outubro, no Campeonato Mundial de Aarhus, na Dinamarca, Anna se classificou em quarto por equipes, em 15º no concurso geral, em sétimo no salto e em quarto na Trave.
Na final por equipes a Rússia terminou em terceiro, após duas edições fora do pódio e enfim, superando a Romênia. Na final do all around, Anna teve o melhor resultado de uma russa, o 19º lugar. Na final do salto Anna terminou na quinta colocação e, na final de trave em  quarto lugar, superada por 0,2 da canadense Elyse Hopfner-Hibbs, medalhista de bronze.

## Jogos Olímpicos

### Atenas 2004
Em agosto de 2004 começaram os Jogos Olímpicos de Atenas, onde Anna era novamente apontada como a favorita russa da competição. A bateria classificatória qualificou a Rússia em quarto e Anna em sétimo no individual geral, quinto no salto e quarto na trave.
Na final por equipes – ao lado de Svetlana Khorkina, Elena Zamolodtchikova, Natalia Ziganshina, Ljudmila Iezhova e Maria Kryuchkova - a Rússia superou a China e conseguiu terminar na terceira colocação. Na final do individual geral, apesar do esforço e das boas rotinas, Pavlova não conseguiu superar a chinesa Nan Zhang, medalhista de bronze, e ficou com o quarto lugar. Na final do salto, Anna acertou suas duas tentativas e conseguiu sua segunda medalha olímpica, um bronze – o ouro ficou com a romena Mônica Rosu e a prata com a americana Annia Hatch. No dia seguinte, na final de trave, um desequilíbrio tirou Anna do pódio, composto pela medalhista de bronze, a romena Alexandra Eremia, a americana Carly Patterson e a também romena, Catalina Ponor.

### Pequim 2008
Em sua segunda participação olímpica, Anna Pavlova não obteve resultados satisfatórios. Na disputa por equipes, dessa vez ao lado de Ksenia Semenova, Ekaterina Kramarenko, Lyudmila Grebenkova, Svetlana Klyukina e Ksenia Afanasyeva, ela terminou com a quarta colocação por equipes.
Qualificada para outras quatro finais, o resultado não fora muito diferente. Anna não subira ao pódio em nenhuma delas. Na primeira, a do individual geral, Pavlova terminou com a sétima posição. Em seguida, na final do salto, após ter seu segundo salto invalidado- por realizá-lo antes da luz verde dar sinal de partida -, ficou com a oitava colocação. Desconcentrada pela desqualificação anterior, Anna errou novamente, caiu durante sua apresentação e não ultrapassou a oitava posição na final do solo. Por fim, na decisão da trave, mais uma vez, Pavlova ficara com o quarto lugar.
Esta fora a primeira vez na história olímpica da Rússia, que sua equipe encerra a competição sem subir a um pódio.

## Principais resultados
| Ano  | Evento                                    | AA               | Equipe            | Salto sobre o cavalo | Trave             | Barras assimétricas | Solo              |
| ---- | ----------------------------------------- | ---------------- | ----------------- | -------------------- | ----------------- | ------------------- | ----------------- |
| 2000 | Campeonato Europeu (júnior)               | 5º               |                   |                      |                   | Medalha de ouro     |                   |
| 2002 | Campeonato Europeu (júnior)               | Medalha de ouro  | Medalha de ouro   | Medalha de ouro      | Medalha de ouro   |                     |                   |
| 2003 | Copa do Mundo – Lyon                      |                  |                   | Medalha de ouro      | Medalha de ouro   |                     |                   |
| 2003 | Campeonato Mundial de Ginástica Artística | 10º              | 6º                | 5º                   |                   |                     | 7º                |
| 2004 | Campeonato Europeu                        |                  | Medalha de bronze | Medalha de prata     |                   |                     |                   |
| 2004 | Copa do Mundo – Glasgow                   |                  |                   | Medalha de prata     |                   |                     |                   |
| 2004 | Copa do Mundo – Birmingham                |                  |                   | Medalha de bronze    |                   |                     |                   |
| 2004 | Jogos Olímpicos                           | 4°               | Medalha de bronze | Medalha de bronze    |                   |                     |                   |
| 2005 | Copa do Mundo – Cottbus                   |                  |                   | Medalha de prata     | Medalha de prata  |                     |                   |
| 2005 | Campeonato Europeu                        |                  | Medalha de ouro   | Medalha de prata     | Medalha de bronze |                     |                   |
| 2006 | Copa do Mundo – Stuttgart                 |                  |                   | Medalha de ouro      |                   |                     | Medalha de bronze |
| 2006 | Copa do Mundo – Glasgow                   |                  |                   | Medalha de ouro      |                   |                     | Medalha de bronze |
| 2006 | Campeonato Mundial de Ginástica Artística |                  | Medalha de bronze |                      |                   |                     |                   |
| 2007 | Campeonato Europeu                        |                  | Medalha de bronze |                      |                   |                     |                   |
| 2008 | Campeonato Europeu                        |                  | Medalha de bronze |                      |                   |                     |                   |
| 2008 | Copa do Mundo – Stuttgart                 |                  |                   | Medalha de bronze    |                   |                     |                   |
| 2008 | Jogos Olímpicos                           | 7º               | 4º                | 8º                   | 4º                |                     | 8º                |
| 2009 | All Russia Dinamo                         |                  |                   |                      | Medalha de bronze | Medalha de ouro     |                   |
| 2010 | Campeonato Nacional Russo                 | 10º              | Medalha de ouro   | 5º                   |                   |                     |                   |
| 2010 | Copa Russa                                | 5º               |                   |                      | 6º                |                     |                   |
| 2010 | Dinamo Cup                                | Medalha de ouro  | Medalha de ouro   | Medalha de bronze    | Medalha de ouro   |                     | Medalha de prata  |
| 2010 | Voronin Cup                               | 5º               |                   | Medalha de bronze    | Medalha de ouro   |                     |                   |
| 2011 | Campeonato Nacional Russo                 | Medalha de prata | Medalha de ouro   | Medalha de prata     | 6º                | 6º                  | 6º                |
| 2011 | Alexander Dityatin Cup                    | Medalha de ouro  |                   | Medalha de ouro      | Medalha de ouro   | Medalha de prata    | Medalha de ouro   |
| 2011 | Copa Russa                                | 8º               | Medalha de prata  | Medalha de ouro      |                   |                     |                   |
| 2011 | Voronin Cup                               |                  |                   | Medalha de bronze    | Medalha de bronze |                     |                   |